# Vatsiputriya
La scuola buddista Vatsīputrīya (conosciuta anche come  Pudgalavāda o Saṃmitīya) è stata una delle più importanti scuole del Buddismo dei Nikāya.
La scuola Vatsiputrya origina nel III secolo a.C. quando si separò dalla comunità Sthaviravāda per motivi dottrinali.
La dottrina di questa scuola si fonda sulla dottrina del pudgala (persona) che, a detta dei Vatsiputrya (per questo denominati in modo spregiativo dalle altre scuole come Pudgalavada, "personalisti") è una caratteristica degli esseri senzienti (sanscrito sattva). Tale concezione si inserisce nell'ambito del dibattito abhidharmico diffuso in quel periodo nella comunità buddista (sans. sangha) teso a precisare alcuni insegnamenti degli agama-nikaya, ovvero a spiegare il continuum di coscienza alla luce della dottrina dell'anātman insegnata dal Buddha Shakyamuni. I Vatsiputrya elaborarono quindi il pudgala che viene comprovato (e garantisce) dal ciclo delle rinascite (sans. saṃsāra).
Il pudgala è quella funzione propria degli esseri senzienti che consente di vivere il continuum di coscienza e la sua rinascita in più vite. Esso è determinato dal karma. Per le altre scuole buddiste tale dottrina violava, tuttavia, l'anātman buddista e questa scuola venne quindi considerata eretica. Ciò non impedì la sua diffusione se i pellegrini cinesi Xuánzàng e Yìjìng ebbero modo di notare, nel VII secolo d.C., che almeno un quarto dei monaci buddisti indiani seguivano le dottrine pudgalavada.
Dal ceppo originale dei Vatsiputriya emergeranno altre scuole come la Dharmottariya, la Bhadrayaniya, la Sannagarika e infine la più importante, la Sammatiya la quale si suddivise ulteriormente in Avantaka e Kurukulla.
Sono giunti a noi, conservati nel Canone cinese, alcuni testi della scuola Vatsiputriya, tra questi: 
- Vinayadvavimsatividyasastra (cin. Liuershiermingliaolun);
- Tridharmakasastra (cin. Sanfatulun);
- Sammitiyanikayasastra (cin. Sanmidibulun).

In un brano dell'Abhidharmakosa (opera del sarvāstivāda Vasubandhu, IV secolo d.C.) l'autore cerca di procedere ad una confutazione della dottrina del pudgala. Esso è presentato come un dialogo tra un monaco vatsiputriya e Vasubandhu